# لبد کوهرنگ
روستای آبکار علیا لبد کوهرنگ از روستاهای استان چهارمحال و بختیاری بود که در رانش زمین در غروب روز چهارشنبه ۱۲ فروردین ۱۳۷۷ ناپدید شد.
در این حادثه ۵۲ نفر از مردم روستا زیرخاک مدفون شدند. تنها ۱۳ نفر که خارج از روستا بودند زنده ماندند.
در سال ۱۳۷۱ برای اهالی روستای لبد یک سایت و شهرک برای اسکان در نظرگرفته شده بود که آنان اسکان در این شهرک نپذیرفتند.
در لبد شهرستان کوهرنگ همه سال در نوروز، تنی چند از بازماندگان آن حادثه، به نزدیکی روستا می‌آیند و در آستانه کوه یاد درگذشتگان لبد را گرامی می‌دارند.

## موقعیت جغرافیایی محل حادثه
موقعیت جغرافیایی و تصویر سه بعدی محل روستا که بر روی Google Earth 3D قابل مشاهده میباشد: لینک گوگل ارث موقعیت روستای آبکار لبد کوهرنگ